# National Water Supply and Sanitation Council
Das National Water Supply and Sanitation Council (NWASCO; deutsch etwa: „Nationalrat für Wasserversorgung und Abwasserentsorgung“) ist das nationale Steuerungs- und Beratungsgremium für die Wasserpolitik in Sambia. Es berät die Regierung in allen Fragen der öffentlichen Belange im Umgang mit den Wasserressourcen. Der Sitz des Rates befindet sich in Lusaka. Er wurde auf Basis des Water Supply and Sanitation Act No. 28 of 1997 geschaffen.

## Zweck

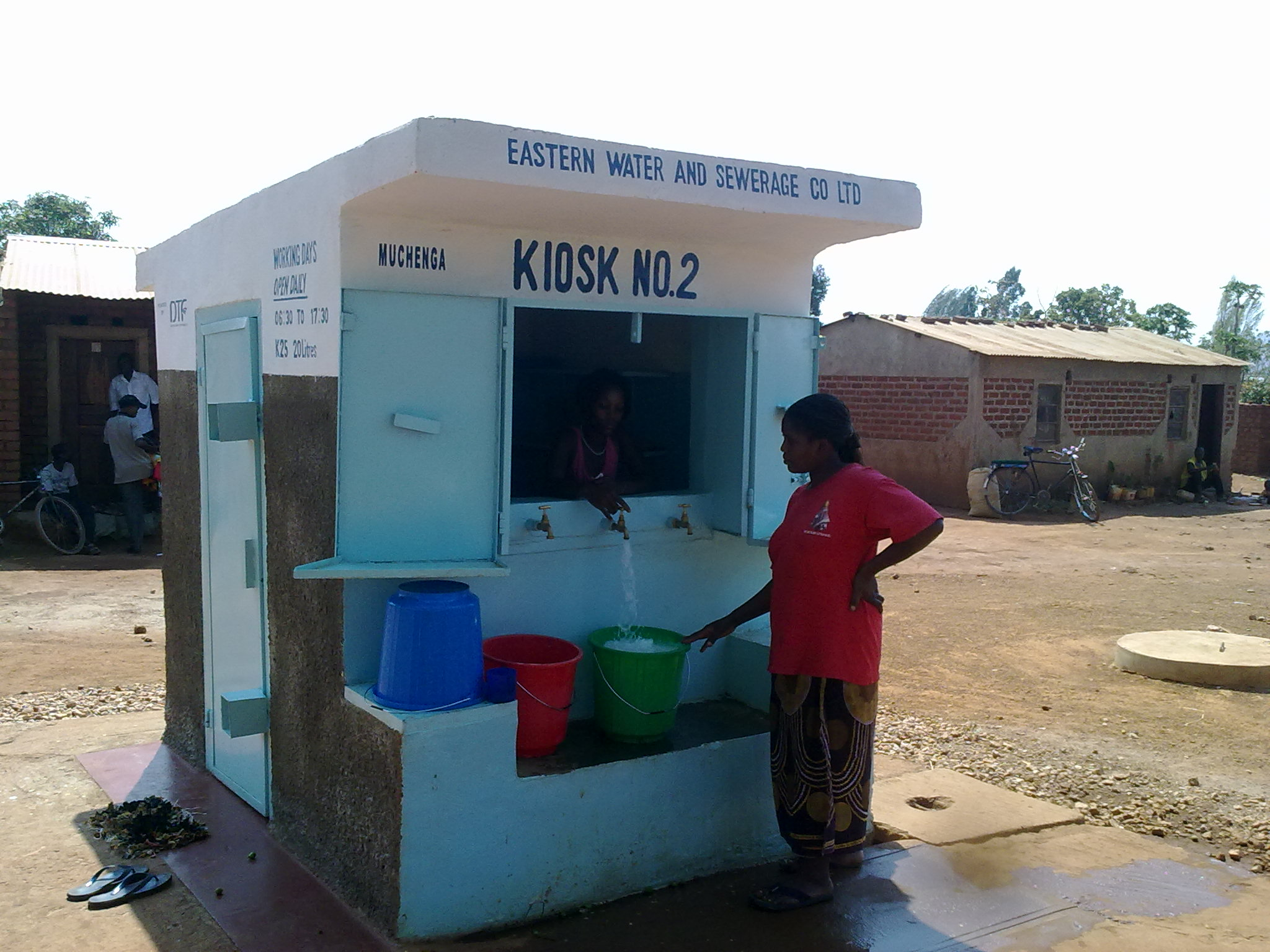
Wasserkiosk eines regionalen Versorgers in der Region Chipata

Das zentrale Ziel von NWASCO besteht in der Regulierung der Wasserversorgung und Abwasserentsorgung auf dem Gebiet von Sambia nach Kriterien der Effizienz und Nachhaltigkeit.
Zu deren Umsetzung werden folgende Kernanliegen verfolgt:
- Lizenzfragen,
- Beratung der Regierung in Belangen der Wasserversorgung und Abwasserentsorgung,
- Festlegung von Branchenstandards und -richtlinien und ihre Durchsetzung,
- Beratung der regionalen Wasserversorger bezüglich der Verfahrensweisen zum Umgang mit Verbraucherbeschwerden sowie
- Verbraucherinformationen zu Fragen der Wasserversorgung und Abwasserentsorgung.[1]

NWASCO unterhält seit Dezember 2011 ein Ressourcen- und Kompetenzzentrum, um mit dieser zentralen Informationsstelle zu allen für das Land bedeutsamen Wasserfragen Auskunft geben zu können. Zur Ausstattung gehören eine Fachbibliothek und Bildschirmarbeitsplätze für die Nutzer. Die Angebote richten sich an Einzelpersonen, Forschungsinstitutionen, Kommunen, Kooperationspartner, Multiplikatoren, Politiker und Studenten. Es werden diesen Personengruppen Kenntnisse zu relevanten und aktuellen Informationen bezüglich der Wasserpolitik zur Verfügung gestellt, damit diese in Entscheidungs- und Entwicklungsprozessen stärker Berücksichtigung finden können.
In Sambia sind nach dem Local Government Act (Kommunalverwaltungsgesetz), dem Water Supply and Sanitation Act No. 28 of 1997 (deutsch: Wasserversorgungs- und Abwasserentsorgungsgesetz) sowie auf Grundlage der Nationalen Wasserpolitik das Ministry of Local Government and Housing (deutsch: Ministerium für Kommunalverwaltung und Wohnungswesen) und die Kommunalbehörden für die öffentliche Wasserversorgung und Abwasserentsorgung zuständig. Deren Verantwortlichkeit erstreckt sich sowohl auf städtische als auch auf ländliche Gebiete.